# 松島良豪
松島 良豪（まつしま よしたけ、1992年〈平成4年〉2月3日 - ）は、日本の元プロバスケットボール選手。沖縄県沖縄市出身。ポジションはポイントガード。

## 来歴

### 学生時代
家族の影響で、幼少期からバスケットを始める。中学時代には、沖縄県選抜として、都道府県対抗ジュニアバスケットボール大会（通称ジュニアオールスター）にも出場している。高校進学の際に、沖縄県外の強豪校に進学してバスケットボールをするように父親から勧められるが、自分は強豪校では試合に出られないと考え、県内の沖縄県立小禄高等学校に進学する。高校卒業後に国士舘大学に進学する。国士舘大学では、キャプテンとして関東1部リーグ昇格に貢献。大学卒業に際して、就職活動を行い内定を得たが、友人と話したことからプロバスケットボール選手になることを決意し、内定先に辞退を申し出た。

### 兵庫ストークス
トライアウトを受験し、兵庫ストークスに入団。53試合に出場し、74アシストを記録した。

### レバンガ北海道
2015シーズンより、レバンガ北海道に移籍。

#### ≪NBL 2015-2016シーズン≫
46試合に出場。2.3得点、1.7アシスト、2.1リバウンドを記録。

#### ≪B.LEAGUE 2016-17シーズン≫
シーズン全60試合に出場。多嶋朝飛の控えポイントガードであるが、12試合に先発出場した。3.3得点、3.1アシスト、2.6リバウンドを記録。2016年11月28日、折茂武彦の通算9000得点のアシストをした。

#### ≪B.LEAGUE 2017-18シーズン≫
副キャプテンに就任。前シーズンに続き、シーズン全60試合に出場。1.9得点、2.8アシスト、1.3リバウンドを記録。

#### ≪B.LEAGUE 2018-19シーズン≫
2018年11月3日、対三遠ネオフェニックス戦は、前節のアンスポーツマンライクファウル2つにより出場停止となり、B.LEAGUE開幕以後、初めての欠場となった。
2018年12月27日、対千葉ジェッツふなばし戦で、B.LEAGUEでの1試合最多アシスト数18を記録。同日、自身のキャリア通算500アシストも達成した。
シーズン序盤からの活躍が認められ、メディアサイト「バスケット・カウント」にて、「前半のポジティブサプライズ5人」に選ばれている。
2019年2月28日付けで、左足立方骨骨折（2月19日の練習中に負傷）と診断されたことが発表された。リーグ中断期間中の発表となり、中断前までは、リーグ2位となる6.4アシストを記録していた。

#### ≪B.LEAGUE 2019-20シーズン≫
2020年2月4日、チームから2019-20シーズンかぎりでの現役引退が発表された。あわせて、本人からのコメントとして「指導者の道を歩みたい」「シーズン終了後、大学院進学が決まっている」と引退の理由と今後の進路について発表された。

## 人物

### バスケットボール選手として
- ディフェンスとパスに定評があるオーソドックスタイプのポイントガード。
- 2017-18シーズンまでは、自ら得点することよりも周りの選手の得点機会をつくるスタイルだったが、2018-19シーズンからは自ら得点を試みる場面が多くなり、試投数・成功数ともに増加した。結果的にチームの日本人選手の中でもトップクラスの得点数を記録した。また同シーズンより本職はPGながら、実質SGとして出場する事が大半になった。
- 背番号の由来は、NBAレジェンドのマジック・ジョンソン。
- お笑い担当というイメージが強いが、バスケットボールに対しては非常に真面目であり、大学時代「あいつ体育館に住んでるんじゃないか」と言われるほど、練習に取り組んでいた。また、その真剣さのあまり先輩に盾突いたり、後輩に恐れられていたりした。[2]

### ムードメーカー
- チームメイトとのコミュニケーションは、自他共に評価が高く、チーム一番の盛り上げ役である。本人曰く、「外国語を勉強したことはない」とのことだが、外国籍選手であろうと問題なくコミュニケーションを図っている。プライベートの食事会も企画して、チームをまとめる役割を担っている。
- 試合中、ベンチでも盛り上げ役をかってでて、良いプレーには全力で反応し、ベンチのムードを高めている。
- 一番大事にしている練習は、チームメイトへのコミュニケーション。

### エンターテイナー
- B.LEAGUE AWARD SHOW 2016-17のユーモア選手賞では、ファン投票の末、惜しくも2位となり受賞とならなかった（1位は、比留木謙司）。[3]
- 2017-18シーズンより、ホームゲームの試合開始前に川邉亮平、田原隆徳を率いて、パフォーマンスを行なっていた。ファンから「劇団松島」と名付けられ、徐々に注目を集められるようになった。シーズン最終戦の2018年5月7日VSアルビレックス新潟戦前では、レバンガ北海道のチアリーダーであるパシスタスピリッツとともにバブリーダンスを披露し、SNS上で拡散され話題を呼んだ。
- B.LEAGUE AWARD SHOW 2017-18では、レバンガ北海道がBREAK THE BORDER 賞を受賞。受賞に際して、劇団松島の活動も評価されて、壇上でバブリーダンスを披露し、広く認知されるようになった。[4]
- 2017-18シーズン、劇団松島はホームゲーム全30試合すべてにおいて異なるネタを披露していたが、2018-19シーズンからは、半分の15回公演に減らした。これはネタを考えるのが大変だからという理由からである。
- レギュラー出演しているラジオ番組「レバンガの夜」の中で、「自分以上に面白い人に今まで会ったことがない」と発言している。
- 2018-19シーズン後に行われたレバンガ北海道ファン感謝祭では、金八先生に扮し、総合司会を務めた（怪我により競技ができないため）。

### 家族
バスケットボール一家であり、父は、指導者で、琉球ゴールデンキングスの並里成を指導した。母も姉の有梨江も元実業団選手である。